# غاري غاردنر
غاري غاردنر (بالإنجليزية: Gary Gardner)‏ (مواليد 29 يونيو 1992) هو لاعب كرة قدم إنجليزي يعلب في مركز خط الوسط. لعب مع كوفنتري سيتي وشيفيلد وينزداي وبرايتون أند هوف ألبيون وبارنسلي ونوتينغهام فورست. شارك مع عدة فئات عمرية من منتخب إنجلترا لكرة القدم. غاري هو الأخ الأصغر للاعب ويست بروميتش ألبيون الحالي وزميله سابقًا في أستون فيلا كريغ غاردنر.

## إحصائيات
آخر تحديث 14 فبراير 2015.
| النادي                              | الموسم  | الدوري                   | الدوري | الدوري | كأس الاتحاد الإنجليزي | كأس الاتحاد الإنجليزي | كأس الدوري | كأس الدوري | أخرى | أخرى  | المجموع | المجموع |
| النادي                              | الموسم  | الدوري                   | ظهور   | أهداف  | ظهور                  | أهداف                 | ظهور       | أهداف      | ظهور | أهداف | ظهور    | أهداف   |
| ----------------------------------- | ------- | ------------------------ | ------ | ------ | --------------------- | --------------------- | ---------- | ---------- | ---- | ----- | ------- | ------- |
| أستون فيلا                          | 2011–12 | الدوري الإنجليزي الممتاز | 14     | 0      | 2                     | 0                     | 0          | 0          | —    | —     | 16      | 0       |
| أستون فيلا                          | 2012–13 | الدوري الإنجليزي الممتاز | 2      | 0      | 0                     | 0                     | 0          | 0          | —    | —     | 2       | 0       |
| أستون فيلا                          | المجموع | المجموع                  | 16     | 0      | 2                     | 0                     | 0          | 0          | —    | —     | 18      | 0       |
| كوفنتري سيتي (إعارة)                | 2011–12 | دوري البطولة الإنجليزية  | 4      | 1      | 0                     | 0                     | 0          | 0          | —    | —     | 4       | 1       |
| شيفيلد وينزداي (إعارة)              | 2013–14 | دوري البطولة الإنجليزية  | 3      | 0      | 1                     | 0                     | 0          | 0          | —    | —     | 4       | 0       |
| نادي برايتون أند هوف ألبيون (إعارة) | 2014–15 | دوري البطولة الإنجليزية  | 17     | 2      | 0                     | 0                     | 3          | 0          | —    | —     | 20      | 2       |
| نوتينغهام فورست (إعارة)             | 2014–15 | دوري البطولة الإنجليزية  | 18     | 4      | 0                     | 0                     | 0          | 0          | —    | —     | 18      | 4       |
| المجموع                             | المجموع | المجموع                  | 58     | 7      | 3                     | 0                     | 3          | 0          | —    | —     | 64      | 7       |

## روابط خارجية
- صفحة اللاعب على موقع أستون فيلا
- غاري غاردنر على موقع قاعدة بيانات كرة القدم.إي يو (الإنجليزية)
- غاري غاردنر على موقع Soccerbase.com (لاعب) (الإنجليزية)
- غاري غاردنر على موقع Soccerway.com (الإنجليزية)
- غاري غاردنر على موقع عالم كرة القدم.نت (الإنجليزية)
- غاري غاردنر على موقع AS.com (الإسبانية)